# Ceyloni elefánt
A ceyloni elefánt (Elephas maximus maximus) az emlősök (Mammalia) osztályának ormányosok (Proboscidea) rendjébe, ezen belül az elefántfélék (Elephantidae) családjába tartozó ázsiai elefánt (Elephas maximus) törzsalfaja, hiszen amikor 1758-ban, Carl von Linné svéd természettudós, orvos és botanikus, először írta le, illetve nevezte meg tudományosan az elefántfélék ázsiai faját, ő egy ceyloni elefántot vett példának.

## Előfordulása
A ceyloni elefánt előfordulási területe, amint neve is utal rá, Srí Lanka - eme szigetország korábbi neve Ceylon volt. Manapság ennek az állatnak a legtöbb példánya védett területeken él, mint például az Udawalawe Nemzeti Parkban, a Yala Nemzeti Parkban, a Lunugamvehera Nemzeti Parkban, a Wilpattu Nemzeti Parkban és a Minneriya Nemzeti Parkban. Azonban néhol még találhatók szabadon mozgó elefántok is. Az egész világon Srí Lankán van a legnagyobb ázsiai elefánt sűrűség; azonban a helyzet itt sem rózsás, hiszen ennek az alfajnak is az élőhelyének elvesztése és feldarabolódása a legfőbb veszélyforrása; becslések szerint az 1930-1940-es évektől kezdve az állománya a felére csökkent.

## Megjelenése
Átlagosan kisebb, mint az afrikai elefánt (Loxodonta africana). Ormányának végén csak egy nyúlvány van; háta közepe púpos megjelenésű. A külső agyar nélküli tehén kisebb az agyaras bikánál. Érdekes módon, más elefánt alfajoktól és fajoktól eltérően, a bikáknak csak 7%-a hordoz agyarat. Ez az alfaj sötétebb árnyalatú, mint az indiai elefánt (Elephas maximus indicus) és a szumátrai elefánt (Elephas maximus sumatranus). Bőrén rózsaszínes színfoltok lehetnek, amik pigmenthiányra utalnak; ezek a rózsaszín foltok főleg a fülön, pofán, ormányon és hason találhatók. Az átlagos marmagassága 2-3,5 méter, testtömege 2-5 tonna; ezzel a mérettel a legnagyobb élő alfaj. 19 bordapárja van.

## Fordítás
- Ez a szócikk részben vagy egészben  a   Sri Lankan elephant című angol Wikipédia-szócikk ezen változatának fordításán alapul.  Az eredeti cikk szerkesztőit annak laptörténete sorolja fel. Ez a jelzés csupán a megfogalmazás eredetét és a szerzői jogokat jelzi, nem szolgál a cikkben szereplő információk forrásmegjelöléseként.